# Dactylospora davidii
Dactylospora davidii är en lavart som beskrevs av Hafellner & H. Mayrhofer 2007. Dactylospora davidii ingår i släktet Dactylospora och familjen Dactylosporaceae.   Inga underarter finns listade i Catalogue of Life.